# Miss Israele

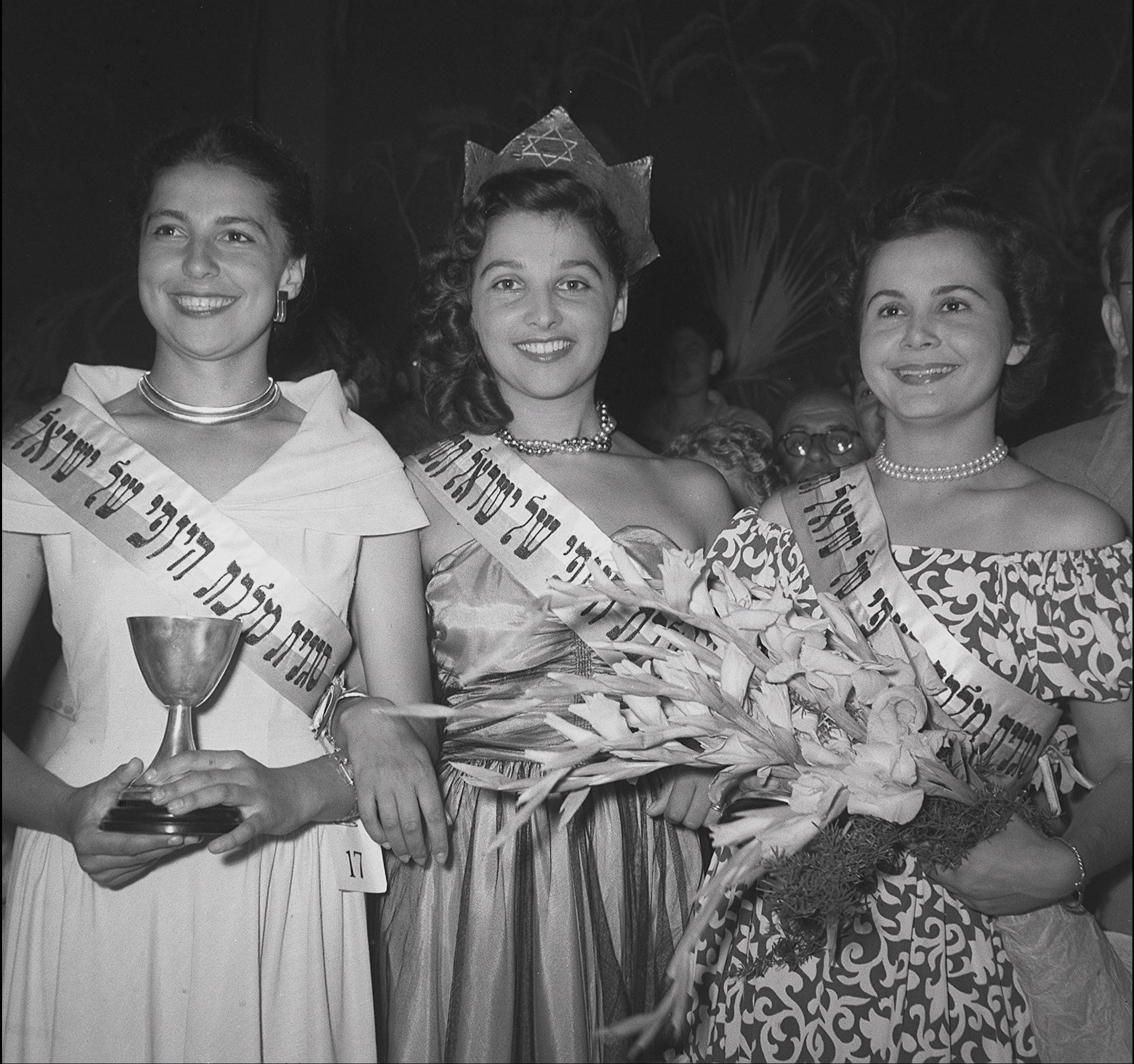
Miss Israele 1950

Miss Israele (מלכת היופי, Malkat HaYofi, letteralmente "Regina di bellezza") è un concorso di bellezza femminile che si tiene annualmente in Israele.
La prima edizione del concorso si tenne nel 1950, organizzata dal settimanale femminile La'Isha, che da allora è sempre stato lo sponsor del concorso. Le vincitrici di Miss Israele hanno la possibilità di partecipare ai concorsi internazionali Miss Mondo e Miss Universo. Dal 1993, Miss Israele è trasmesso dal vivo su Channel 2. La vincitrice riceve in premio una automobile ed un contratto con l'agenzia di moda Look. Sino al 1994, veniva eletta una regina, le finaliste, le regine cittadine e le regine regionali, ma nessuna semifinalista. Nei primi anni della competizione le concorrenti sono state ammesse più di una volta a partecipare. A differenza di altri concorsi, a Miss Israele possono partecipare anche donne sposate, che però nel caso di vittoria non possono rappresentare Israele a Miss Mondo o Miss Universo. La prima detentrice del titolo era una donna sposata e con un figlio.
Dal 1960 è stato istituito un altro concorso di bellezza Malkat Hachen ("Regina di fascino") che dal 1963 incorona la rappresentante israeliana per Miss International.

## Albo d'oro
Molte concorrenti di Miss Israele hanno cambiato il proprio nome in modo che apparisse più ebraico possibile. Il nome originale è inserito nella seguente lista fra parentesi quadre. Molte di loro hanno comunque ripristinato il proprio vero nome in occasione della loro partecipazione a concorsi internazionali.
| Anno | Nome                               | Anno di nascita | Luogo di nascita        | Luogo di residenza     | Note                                                         |
| ---- | ---------------------------------- | --------------- | ----------------------- | ---------------------- | ------------------------------------------------------------ |
| 1950 | Miriam Yaron [Jaross]              | 1929            | Germania                | Brasile                |                                                              |
| 1951 | Michal Har'el [Harrison]           | 1931            | Gerusalemme             | Herzliya, Israele      | Successivamente moglie di Yitzhak Moda'i                     |
| 1952 | Ora Vered [Gamily]                 | 1934            | Yemen                   |                        |                                                              |
| 1953 | Chavatzelet Dror [Drilman]         | 1934            | Austria                 | Israele                | Prima donna soldato a gareggiare                             |
| 1954 | Aviva Pe'er [Perlmann]             | 1935            | Romania                 | Brasile                |                                                              |
| 1955 | Ilana Carmel [Lily Perzhensky]     | 1935            | Cina                    | Israele                |                                                              |
| 1956 | Sara Tal [Binshtok]                | 1936            | Israele                 | New York               |                                                              |
| 1957 | Atara [Korina] Barzilay            | 1939            | Romania                 | Israele                |                                                              |
| 1958 | Miriam Hadar                       | 1937            | Gerusalemme             | New York               |                                                              |
| 1959 | Rina Yitzchakov [Izakov]           | 1940            | Tel Aviv                | New York               |                                                              |
| 1960 | Aliza Gur [Gross]                  | 1940            | Haifa                   | Los Angeles            |                                                              |
| 1961 | Dalia Lion                         | 1943            | Haifa                   | Lussemburgo            |                                                              |
| 1962 | Jehudit Mazor [Mizrachi]           | 1943            | Tel Aviv                | New York               |                                                              |
| 1963 | Ester Kfir                         | 1944            | Cina                    | Tel Aviv               |                                                              |
| 1964 | Ronit Rinat [Rechtman]             | 1946            | Haifa                   | Los Angeles            |                                                              |
| 1965 | Aliza Sadeh [Panfil]               | 1946            | Tel Aviv                | New York               |                                                              |
| 1966 | Aviva Israelei [Vivian Del Bianco] | 1947            | Italia                  | Los Angeles            |                                                              |
| 1967 | Batia Kabiri                       | 1948            | Israele                 | Israele                |                                                              |
| 1968 | Miri Zamir                         | 1950            | Haifa                   | Tel Aviv               |                                                              |
| 1969 | Chava Levy                         | 1951            | Haifa                   | Israele                |                                                              |
| 1970 | Moshit Tsiporin                    | 1949            | Ramat Gan, Israele      | Netanya, Israele       |                                                              |
| 1971 | Eti [Ester] Orgad                  | 1953            | Eilat, Israele          | Sudafrica              |                                                              |
| 1972 | Ilana Goren                        | 1953            | Kiryat Motzkin, Israele | New York               |                                                              |
| 1973 | Limor Sharir [Schraibman]          | 1954            | Tel Aviv                | Tel Aviv               |                                                              |
| 1974 | Edna Levy                          | 1955            | Ashkelon, Israele       | Rishon LeZion, Israele |                                                              |
| 1975 | Orit Cooper                        | 1956            | Gerusalemme             | Israele                |                                                              |
| 1976 | Rina Mor [Messinger]               | 1957            | Kiryat Tivon, Israele   | Paesi Bassi            | Vincitrice di Miss Universo 1976                             |
| 1977 | Zehava Vardi                       | 1956            | Kiryat Bialik, Israele  | Kiryat Bialik          |                                                              |
| 1978 | Dorit Jellinek                     | 1958            | Haifa                   | Israele                |                                                              |
| 1979 | Vered Polgar                       | 1962            | Haifa                   | Mitzpa, Israele        |                                                              |
| 1980 | Illana Shoshan                     | 1961            | Kfar Saba, Israele      | Los Angeles            |                                                              |
| 1981 | Dana [Daniela] Wexler              | 1964            | Giv'atayim, Israele     | Israele                | La più giovane vincitrice del concorso (16 anni e nove mesi) |
| 1982 | Debby [Deborah] Hess               | 1963            | Stati Uniti d'America   | Israele                |                                                              |
| 1983 | Shim'ona Hollander                 | 1965            | Tel Aviv                | Tel Aviv               |                                                              |
| 1984 | Sapir Koffmann                     | 1965            | Petah Tiqwa, Israele    | Israele                |                                                              |
| 1985 | Hilla Kelmann                      | 1966            | Holon, Israele          | Gerusalemme            |                                                              |
| 1986 | Nilly Drucker                      | 1968            | Beer Sheva, Israele     | Tel Aviv               |                                                              |
| 1987 | Yamit Noy                          | 1969            | Rishon LeZion, Israele  | Moshav in Sharon plain |                                                              |
| 1988 | Shirley Ben-Mordechay              | 1971            | Tel Aviv                | Israele                |                                                              |
| 1989 | Nicole Halperin                    | 1970            | Stati Uniti d'America   | Israele                |                                                              |
| 1990 | Yvonna Krugliak                    | 1971            | Lettonia                | Israele                |                                                              |
| 1991 | Miri Goldfarb                      | 1970            | Hod HaSharon, Israele   | Israele                |                                                              |
| 1992 | Ravit Asaf                         | 1974            | Beer Sheva, Israele     | Israele                |                                                              |
| 1993 | Jana Khodirker                     | 1973            | Ucraina                 | Israele                |                                                              |
| 1994 | Ravit Yarkoni                      | 1973            | Giv'atayim              | Israele                |                                                              |
| 1995 | Jana Kalmann                       | 1975            | Siberia, Russia         | Israele                |                                                              |
| 1996 | Taly [Talia] Lewenthal             | 1978            | Haifa                   | Israele                |                                                              |
| 1997 | Mirit Greenberg                    | 1979            | Beer Sheva, Israele     | Israele                |                                                              |
| 1998 | Linor Abargil                      | 1980            | Netanya                 | Tel Aviv               | Vincitrice di Miss Mondo 1998                                |
| 1999 | Rana Raslan                        | 1977            | Haifa                   | Haifa                  | Prima Miss Israele araba                                     |
| 2000 | Nirit Bakshi                       | 1982            | Beer Sheva              | Israele                |                                                              |
| 2001 | Ilanit Levy                        | 1982            | Haifa                   | Rehovot, Israele       |                                                              |
| 2002 | Yamit Har-Noy                      | 1982            | Oranit, Israele         | Israele                |                                                              |
| 2003 | Sivan Klein                        | 1984            | Gerusalemme             | Tel Aviv               |                                                              |
| 2004 | Gal Gadot                          | 1985            | Rosh HaAyin, Israele    | Tel Aviv               |                                                              |
| 2005 | Elena Ralph                        | 1985            | Ucraina                 | Ramat Gan, Israele     |                                                              |
| 2006 | Yael Nizri                         | 1988            | Kiryat Shmona, Israele  | Kiryat Shmona          |                                                              |
| 2007 | Liran Kohener                      | 1989            | Rishon LeZion, Israele  | Rishon Lezion          |                                                              |
| 2008 | Tamar Ziskind                      | 1986            | Haifa                   | Haifa                  |                                                              |
| 2009 | Adi Rodnitzky                      | 1989            | Israele                 | Tel Aviv               |                                                              |
| 2010 | Shavit Wiesel                      | 1989            | Kibbutz Be'eri, Israele | Kibbutz Be'eri         |                                                              |
| 2011 | Ella Ran                           | 1990            | Herzliya                |                        |                                                              |
| 2012 | Shani Hazan                        | 1993            | Kiryat Ata              |                        |                                                              |
| 2013 | Yityish Titi Aynaw                 | 1992            | Etiopia                 |                        |                                                              |
| 2014 | Mor Maman                          | 1994            | Beersheba               |                        |                                                              |
| 2015 | Maayan Keren                       | 1997            | Tel Aviv                |                        |                                                              |
| 2016 | Karin Alia                         | 1998            | Tel Aviv                |                        |                                                              |
| 2017 | Rotem Rabi                         | 1996            | Tel Aviv                |                        |                                                              |

## Rappresentanti israeliane per i concorsi internazionali
| Anno | Miss Mondo        | Miss Universo         | Miss Terra            | Miss International      |
| ---- | ----------------- | --------------------- | --------------------- | ----------------------- |
| 1997 | Mirit Greenberg   | Dikla Hamdy           |                       | Lital Shapira (Top 15)  |
| 1998 |                   | Hagit Raz             |                       | Galia Abramov           |
| 1999 | Genny Chervoney   |                       |                       | Nofit Shevach           |
| 2000 | Dana Dantes       | Nirit Bakshi          |                       | Dana Farkash            |
| 2001 | Keren Schlimovitz | Ilanit Levy (Top 10)  |                       | Dikla Elkabetz (Top 15) |
| 2002 | Karol Lowenstein  | Yamit Har-Noy         |                       | Shelly Dina’i           |
| 2003 | Miri Levy         | Sivan Klein           | Moran Gilstron        | Stavit Budin            |
| 2004 | Rita Lukin        | Gal Gadot             | Keren Somech (Top 16) | Li'or Keren             |
| 2005 | Keren Shacham     | Yelena Ralph (Top 10) | Avivit Meirson        | Moran Gerbi             |
| 2006 | Ya'el Nizri       | Anastasya Yentin      |                       |                         |
| 2007 | Liran Kohener     | Sharon Kenet          | Mor Donay             |                         |
| 2008 | Tamar Ziskind     | Shunit Faragi         | Linn Mor              |                         |
| 2009 | Adi Rodnitzki     | Yulia Dayment         | Noy Michaelov         |                         |
| 2010 | Shavit Wiesel     | Bat-El Jobi           | Gal Erez              |                         |
| 2011 | Bar Marom         | Kim Edri              | Kim Akafi             |                         |
| 2012 |                   | Lina Machola          |                       |                         |